# تیسروک
تیسروک، روستایی از توابع دهستان کوچینگ بخش هیچان شهرستان نیک‌شهر در استان سیستان و بلوچستان ایران است.

## جمعیت
این روستا در دهستان کوچینگ قرار دارد و براساس سرشماری مرکز آمار ایران در سال ۱۳۹۵، جمعیت آن ۳۰۱ نفر (۶۷ خانوار) بوده‌است.